# Psen sauteri
Psen sauteri (лат.) — вид ос рода Psen из семейства Psenidae (до 2018 в Pemphredoninae, Crabronidae). Восточная Азия: Тайвань.

## Описание
Мелкая оса. От близких представителей рода Psen вид P. sauteri отличается следующими признаками: проподеум узкий, импунктурный, гладкий и блестящий, с крупными продольными бороздками; брюшные тергиты с длинными прямыми краевыми волосками сзади; петиоль с синим блеском; наличник с золотистыми волосками. Форма петиоля цилиндрическая, без киля.